# Embaixada da Rússia em Teerã
A Embaixada da Rússia em Teerã (em persa: سفارت روسیه در تهران) é a missão diplomática oficial da Federação Russa na República Islâmica do Irã. Desde 1915, está localizada no Parque Atabek.

## Ataque à embaixada
Em 1828, o diplomata russo Alexandr Griboiedov descobriu que algumas mulheres georgianas e armênias viviam entre homens iranianos e considerou isso uma violação do Tratado de Turcamanchai. Ele então solicitou a extradição delas para a Rússia e, com a ajuda de Mirza Yakub, recebeu com sucesso duas mulheres da casa de Asef al-Dowleh em sua delegação.
O descontentamento popular com essa medida humilhante levou a um aumento do sentimento antirrusso, e alguns atacaram a embaixada russa em resposta à extradição, o que foi ainda mais alimentado pelo Ijtihad Mirza Masih. O ataque ocorreu em 11 de fevereiro de 1829 e resultou na morte da maioria dos funcionários que trabalhavam na embaixada, incluindo Griboyedov e Mirza Yakub. O corpo de Griboyedov foi posteriormente transladado e enterrado em Tbilisi.
Após este incidente, o Xá do Irã, Fate Ali Xá Cajar, enviou uma delegação a Moscou para entregar uma carta oficial de desculpas ao Czar Nicolau I, na esperança de evitar uma maior deterioração das relações. Como compromisso, a delegação iraniana concordou em exilar Mirza Masih em Al-Atabat Al-Aliyat, que hoje fica no Iraque. Um membro da delegação prestou condolências à família de Griboyedov, e o Xá chegou a presentear pessoalmente o Czar com o diamante do Xá.

## Refúgio de Maomé Ali Xá Cajar
Em 13 de julho de 1909, os constitucionalistas conquistaram o poder com o Triunfo de Teerã, que então destronou Maomé Ali Xá Cajar e o forçou a buscar refúgio. Ele permaneceu na embaixada russa por um curto período antes de ser forçado a se exilar na própria Rússia.

## Edifício atual
Em setembro de 1915, a Rússia alugou o Parque Atabek, que na época pertencia a um banco russo no Irã. O banco alugou o parque ao governo e cobrou 1.650 manats até março de 1916, e 6.000 manats por ano durante os três anos seguintes.
O governo russo pagou o aluguel até sua própria revolução em 1917. O prédio retornou à propriedade do banco, que concordou em devolver a propriedade iraniana em 1921, após o Tratado de Amizade Russo-Persa. O ministro das Relações Exteriores soviético solicitou que a embaixada fosse transferida para o Parque Atabek, e o ministro das Relações Exteriores iraniano concordou.
Após a criação de um banco nacional iraniano, nem o banco nem o Ministério das Relações Exteriores soviético registraram oficialmente o Parque Atabek. O Ministério das Relações Exteriores soviético considerou-o propriedade iraniana e solicitou o pagamento de aluguel ao banco ou, em troca, que Moscou fornecesse um prédio para a embaixada iraniana. O lado iraniano nunca respondeu.
O principal arquiteto do edifício foi Mirza Mehdi Khan Shaghaghi, que foi o primeiro engenheiro que o projetou pessoalmente e supervisionou sua construção.

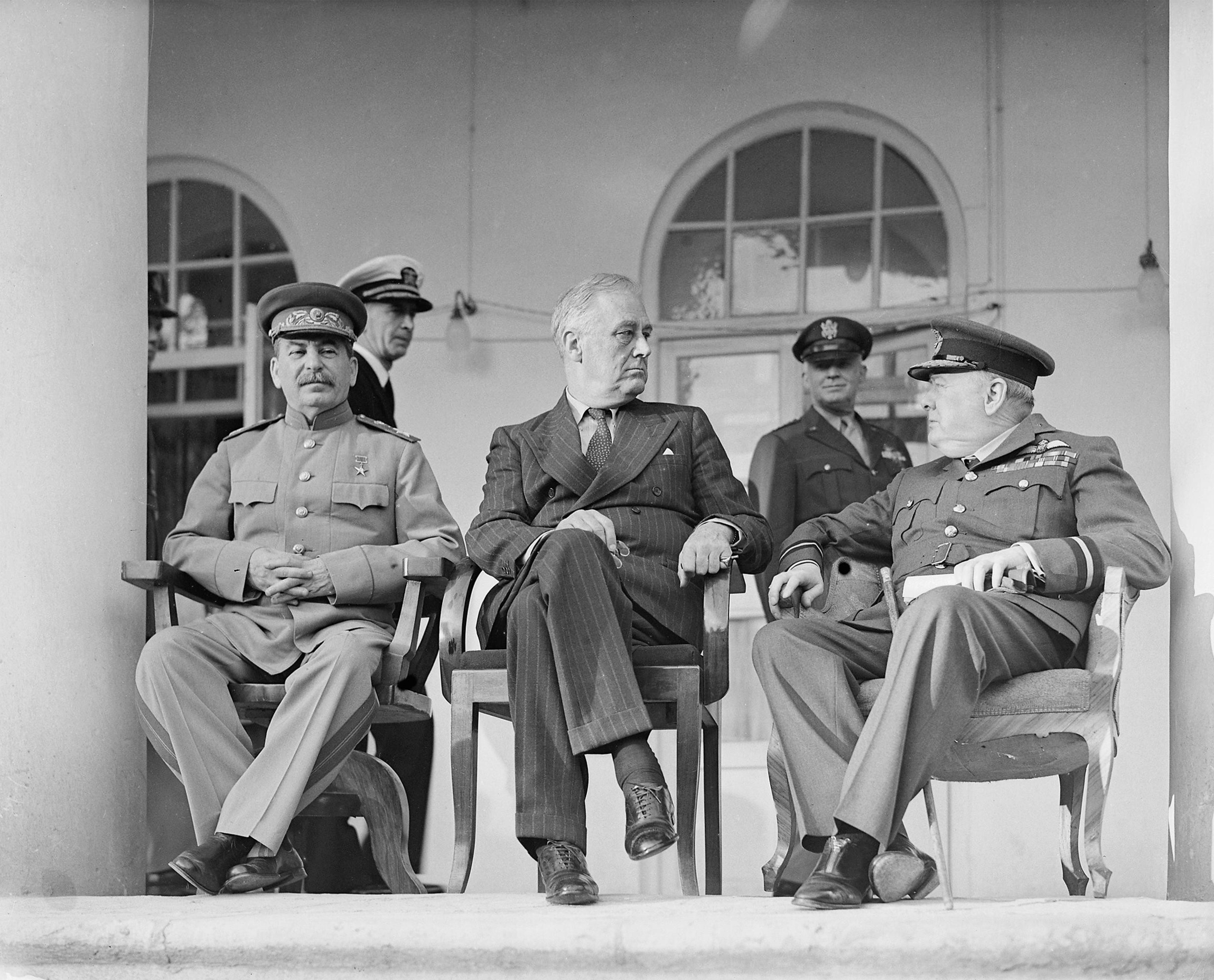
Os líderes dos Três Grandes na Conferência de Teerã.

## Conferência de Teerã
A Conferência de Teerã foi realizada secretamente na Embaixada Soviética em Teerã, de 6 a 9 de dezembro de 1943. Os principais participantes da conferência foram o primeiro-ministro britânico Winston Churchill, o presidente americano Franklin Roosevelt e o líder soviético Joseph Stalin. A conferência foi concluída com sucesso, com um acordo para a abertura de uma segunda frente no teatro de operações europeu da Segunda Guerra Mundial.